# AS Auteuil
AS Auteuil là một câu lạc bộ bóng đá Nouvelle-Calédonie thi đấu ở Giải bóng đá hạng nhì quốc gia Nouvelle-Calédonie. Đội bóng đến từ Dumbéa.

## Thành tích
- Cúp bóng đá Nouvelle-Calédonie:

0–1 (h.p.) trận Chung kết 1999 với JS Traput

## Đội hình hiện tại– 2007
Ghi chú: Quốc kỳ chỉ đội tuyển quốc gia được xác định rõ trong điều lệ tư cách FIFA. Các cầu thủ có thể giữ hơn một quốc tịch ngoài FIFA.
| Số | VT | Quốc gia           | Cầu thủ          |
| -- | -- | ------------------ | ---------------- |
| —  |    | Nouvelle-Calédonie | Amaroisa Wawia   |
| —  |    | Nouvelle-Calédonie | Fabrice Toto     |
| —  |    | Nouvelle-Calédonie | Jose Mapone      |
| —  |    | Nouvelle-Calédonie | Gerzino Wamytan  |
| —  |    | Nouvelle-Calédonie | Chares Trimani   |
| —  |    | Nouvelle-Calédonie | Pierre Tidjine   |
| —  |    | Nouvelle-Calédonie | Chares Trimani   |
| —  |    | Nouvelle-Calédonie | Amaroisa Wawia   |
| —  |    | Nouvelle-Calédonie | Gerzino Wamytan  |
| —  |    | Nouvelle-Calédonie | Michel Wanakaija |

| Số | VT | Quốc gia           | Cầu thủ          |
| -- | -- | ------------------ | ---------------- |
| —  |    | Nouvelle-Calédonie | Tell Voudjo      |
| —  |    | Nouvelle-Calédonie | Alophe Boaoutho  |
| —  |    | Việt Nam           | Laurent Cazassus |
| —  |    | Nouvelle-Calédonie | Arnaud Chevry    |
| —  |    | Nouvelle-Calédonie | Michel Wanakaija |
| —  |    | Nouvelle-Calédonie | Pascal Xanature  |
| —  |    | Nouvelle-Calédonie | Joel Wakanume    |
| —  |    | Nouvelle-Calédonie | Mone Wamone      |
| —  |    | Nouvelle-Calédonie | Albert Hnagele   |